# Castello di Brougham
Il castello di Brougham sorge a pochi chilometri a sud-est della cittadina di Penrith, in Cumbria e fu fondato nei primi anni del XIII secolo da Robert de Vieuxpont. Situato alla confluenza dei fiumi Eamont e Lowther i romani scelsero quel luogo per la costruzione di un castrum chiamato Brocavum. Sia i resti del forte che del castello sono attualmente considerati Ancient Monument e tutelati di conseguenza.
Nella sua forma primitiva il castello non era altro che un Dongione di pietra con una recinzione formata da un argine di terra e una Palizzata di legno e quando venne costruito Robert de Vieuxpont era uno dei pochi signori della regione rimasti fedeli al re. I Vieuxpont erano una ricca famiglia del nord-ovest e possedevano anche i castelli di Appleby e Brough. Nel 1264 un nipote di Vieuxpoint, anche lui chiamato Robert, fu dichiarato traditore da Enrico III d'Inghilterra e le sue proprietà vennero confiscate dalla corona. I beni vennero poi restituiti e rimasero alla famiglia fino al 1269 quando, per matrimonio, confluirono in quelli dei baroni di Clifford.
Con lo scoppio trent'anni dopo delle Guerre d'indipendenza scozzesi Brougham divenne un'importante base per Robert de Clifford, I barone de Clifford che cominciò i lavori di fortificazione. Le palizzate di legno esterne vennero sostituite con altre, molto più robuste, di pietra e fu aggiunto un corpo di guardia, sempre in pietra. L'importanza del castello era tale che nel 1300 vi venne ospitato Edoardo I d'Inghilterra, il figlio di Robert, Roger de Clifford, II barone de Clifford (21 gennaio 1300-23 marzo 1322) cospirò contro Hugh le Despenser, I conte di Winchester e suo padre e venne processato e giustiziato per tradimento sotto il regno di Enrico II d'Inghilterra che prese anche il castello.
Brougham venne restituito alla famiglia quando salì al trono Edoardo III d'Inghilterra, ma la sua posizione lo rendeva vulnerabile agli attacchi degli scozzesi che nel 1388 lo presero. A seguito di questo episodio i Clifford passarono sempre più tempo presso il loro castello di Skipton nello Yorkshire servendo solo di quando in quando come residenza. Dal 1592 Brougham versava in pessime condizioni e l'attuale proprietario George Clifford, III conte di Cumberland passava molto tempo al sud presso la corte.
Nel XVII secolo il castello venne brevemente restaurato, con un buon successo visto che nel 1617 Giacomo I d'Inghilterra vi soggiornò, nel 1643 tutti i castelli di famiglia andarono nelle mani di Lady Anne Clifford che procedette al restauro, fino a poco tempo dopo la sua morte, avvenuta nel 1676, Brougham rimase in buone condizioni, ma Thomas Tufton, VI conte di Thanet (30 agosto 1644-30 luglio 1729), nipote di Anne, che ereditò il castello e la baronia provvedette a vendere i mobili nel 1714. Ormai ridotto a un guscio vuoto Brougham venne lasciato cadere in rovina. Le sue rovine ispirarono William Turner e sono menzionate nell'opera The Prelude di William Wordsworth oltre che in altre sue opere.
Attualmente il castello è sotto la tutela dell'English Heritage.

## Gli albori
Il luogo in cui sorge il castello di Brougham era già stato scelto da romani per costruirvi un Castrum, il Brocavum, perché costruito nei pressi dell'intersezione di tre Strade romane. Posto ad ovest alla confluenza dei fiumi Eamont e Lowther il posto era facilmente difendibile, il terreno fertile e facilmente coltivabile, nei pressi vi sorse quindi un piccolo Vicus e quando gli Angli vi giunsero chiamarono il posto Brougham che vuol dire villaggio presso il forte. Fra la fine del dominio romano databile al V secolo e la Conquista normanna dell'Inghilterra sei secoli dopo la Cumbria fu una regione tutt'altro che pacifica e anche se il sito era, appunto, facilmente difendibile, non vi sono prove di una sua rifortificazione in quel lasso di tempo.
Nel 1092 Guglielmo II d'Inghilterra conquistò la Cumbria a sud dell'Estuario del Solway stabilendo un nuovo confine a nord di Brougham, il sito non venne fortificato, a questo scopo esisteva già il Carlisle Castle e i vicini castelli di Castello di Appleby e Brough, a sud-est di Brougham proteggevano le linee di comunicazione fra Carlisle e lo Yorkshire.
Nel 1203 la baronia di Westmorland contenente i castelli di Brougham, Appleby e Brough venne donata a Robert de Vieuxpont da Giovanni d'Inghilterra, egli era fra i favoriti del re poiché era uno dei pochi nobili rimastigli fedeli nel nord del paese i cui abitanti erano talmente scontenti da essersi ribellati. Attorno al 1214 le terre di Vieuxpoint si estesero nei dintorni di Brougham e fu allora che sorse il castello.

## I Vieuxpont
Come detto prima, quando Vieuxpont acquisì le terre su cui avrebbe costruito il castello egli era uno dei pochi nobili fedeli a Giovanni ed l'edificio, all'inizio era, presumibilmente, racchiuso da un argine di terra e da una palizzata di legno. Vennero iniziati i lavori e il primo Dongione in pietra a tre piani è databile a quel periodo e si accedeva al primo piano attraverso un barbacane, ad est era stata edificata una costruzione in pietra, probabilmente l'ingresso vero e proprio. Edificare degli edifici in pietra era un processo lungo e costoso ed anche se non esistono documenti che specifichino quanto Brougham venne a costare ne esistono altri di altre costruzioni, il mastio di pietra del Castello Peveril (Peveril Castle) a Castleton, nel Derbyshire, del XII secolo costò 200£, quando si andava su qualcosa di molto grande come il mastio di Château Gaillard si poteva viaggiare fra i 15.000£ e i 20.000£, oltre a numerosi anni di lavoro.
Quando nel 1216 gli scozzesi invasero la valle dell'Eden e Alan di Galloway prese il Westmorland Brougham non giocò nessun ruolo difensivo probabilmente perché era ancora incompleto. I lavori vennero sospesi per riprendere l'anno seguente, intanto Robert aveva acquisito il controllo dei profitti che il re traeva dal Cumberland e questo dovette aiutare a trovare i fondi per proseguire i lavori. Il castello sorse a nord di dove si trovava il forte e le rovine di pietra ancora esistenti dovettero fornire materiale da costruzione, Robert morì nel 1228 e suo figlio, John, era ancora minorenne motivo per cui le sue proprietà finirono sotto tutela.
John morì ancora giovane nel 1241 e suo figlio Robert era ancora troppo giovane per ereditare così le proprietà di famiglia continuarono a essere sotto tutela. Negli anni le proprietà e probabilmente anche Brougham finirono in malora e quando Robert divenne adulto abbastanza per ereditare, nel 1257, si trovò di fronte a debiti piuttosto ingenti. Egli fu fra coloro che si schierarono con Simone V di Montfort nella Seconda guerra dei baroni, nel 1264 Robert pagò con la vita questa scelta e poiché era un traditore tutte le proprietà finirono nelle mani di Enrico III d'Inghilterra. Due anni dopo il re gli concesse il perdono postumo e alle due figlie venne concesso di ereditare, le due giovani erano tuttavia troppo giovani per sposarsi e le proprietà di famiglia vennero divise fra di loro con l'intesa che avrebbero ereditato al momento del matrimonio. Isabel Vieuxpont andò in moglie a Roger de Clifford (morto 1282), figlio del suo tutore, i castelli di Brougham, Appleby e la carica di Sceriffo del Westmorland andarono dunque ai baroni de Clifford.

## I Clifford
Roger de Clifford morì circa dieci anni prima della moglie lasciando tutto al figlio non ancora diciottenne Robert de Clifford, I barone de Clifford e nel periodo in cui era ancora minorenne le proprietà caddero in stato di abbandono e preda del bracconaggio. Quando nel 1296 scoppiarono le Guerre d'indipendenza scozzesi Brougham acquisì importanza, esso era il più a nord dei castelli dei Clifford e Robert vi spese molto tempo rendendolo uno dei suoi campibase e fu in questi anni che vennero eseguiti intensi lavori di rimaneggiamento. La palizzata in legno fu sostituita con una cinta muraria, nell'angolo sud-ovest del castello sorse una torre di quattro piani ad uso residenziale nota come Tower of the league. Al mastio venne aggiunto un quarto piano e un doppio corpo di guardia fu aggiunto sul muro settentrionale, l'atrio costruito nuovo sul lato sud potrebbe indicare che in tempo di pace c'era di stanza una guarnigione ben più piccola di quella presente in tempo di guerra o che, forse, venne costruito in vista di una visita del re. Nel luglio 1300 Edoardo I d'Inghilterra, anch'egli un noto costruttore di castelli visito Brougham con il suo seguito e con il figlio maggiore Edoardo, principe del Galles, anche se non vi sono fonti certe gli storici per lo più ritengono che Edoardo soggiornò al castello. Nel 1309 Robert ricevette la licenza a fortificare Brougham segno che, probabilmente, i lavori erano completi, tale licenza era anche testimonianza del favore che un nobile godeva nei confronti del sovrano che permetteva la fortificazione.
Edoardo I morì nel 1307 e suo figlio Edoardo II d'Inghilterra era impegnato in questioni interne che lo distrassero dalla guerra con gli scozzesi che invasero ripetutamente il nord dell'Inghilterra. Fra il 1310 e il 1311 a Robert venne donato il Castello di Skipton nello Yorkshire, più lontano dai confini scozzesi divenne una delle residenze preferite di Robert che vi investì tempo ed energie nel periodo in cui gli scozzesi razziavano il Westmorland. Robert perse la vita alla Battaglia di Bannockburn che segnò la fine delle invasioni inglesi in Scozia. Alla sua morte suo figlio Roger de Clifford, II barone Clifford (21 gennaio 1300-23 marzo 1322) aveva solo quattordici anni ed essendo troppo piccolo le proprietà andarono di nuovo sotto tutela patendo duramente i raid scozzesi tanto che tre anni dopo il re diede a Roger 200£ per il mantenimento dei castelli. Sia Brougham che Appleby finirono sotto la custodia di Bartholomew de Badlesmere, fra il 1316 e il 1318 egli spese 363£ per mantenere la guarnigione di Brougham in aggiunta ai 1.270£ già versati dal re allo stesso scopo. Nel 1320 Roger entrò in possesso delle proprietà, ma probabilmente spese molto più tempo a Skipton, egli morì poi due anni dopo alla Battaglia di Boroughbridge opponendosi insieme ad altri nobili al potere di Hugh le Despenser, I conte di Winchester. Brougham venne data ad Andrew Harclay per il sostegno prestato, ma solo un anno dopo anch'egli venne giustiziato per tradimento a seguito di accordi di pace segreti che avrebbe preso con la Scozia. In quello stesso anno i due paesi firmarono una tregua e il risultato fu una riduzione delle guarnigioni nel nord del paese.
Quando al trono salì Edoardo III d'Inghilterra Robert de Clifford, III barone de Clifford (5 novembre 1304-20 maggio 1344), fratello di Roger, tornò in possesso di quasi tutte le proprietà confiscate anni prima e nel 1333 era padrone di tutte le terre che una volta erano state dei Vieuxpont.
Nel 1332 le ostilità fra Inghilterra e Scozia si rinfocolarono quando Edoardo Balliol, nobile scozzese, approfittò del caos per prendere il trono scozzese per sé, tuttavia già nel dicembre 1333 fu costretto a riparare in Inghilterra cercando rifugio presso i Clifford. Anche se non si pose mai al centro dell'azione Robert partecipò a diversi conflitti nei dieci anni seguenti e quando morì nel 1344 Brougham navigava in pessime acque probabilmente a causa della mancanza di denaro, dovuta alla guerra, necessaria per mantenerlo adeguatamente. Seguì di nuovo la tutela dei beni finché le proprietà passarono a uno dei figli di Robert, Roger de Clifford, V barone de Clifford nel 1354, tre anni dopo un'altra tregua venne firmata con gli scozzesi e la pace sarebbe durata per i successivi trentatré anni. Roger passò gran parte del tempo ad Appleby, centro amministrativo del Westmorland, ma si occupò di risistemare gli edifici residenziali di Brougham e per altro il re gli dette ordine di mantenere 40 soldati e 50 arcieri presso i confini occidentali e alcuni di essi andarono, presumibilmente, a Brougham. Il bisogno di ospitare un maggior numero di persone può essere uno dei motivi per i quali si intrapresero nuovi lavori di costruzione, poi nell'agosto 1388 gli scozzesi invasero da est dando luogo alla Battaglia di Otterburn, da cui uscirono vincitori, e un altro da est che arrivò presso Brough, in quell'occasione Brougham cadde brevemente in mano agli scozzesi.
Nel 1389 Roger morì a Skipton e le generazioni seguenti preferirono questo castello a quelli cadenti che avevano nel Westmorland e fino al 1421 non ospitò più nessuno fino a che, appunto, in quell'anno un uomo fu accusato di falsicarvi delle monete. Del castello in quel periodo si sa poco, ma è plausibile che dei lavori di ristrutturazione fossero stati intrapresi, mentre fra i Neville e i Clifford nacque una rivalità che ebbe conseguenze anche su Brougham. Questa rivalità portava con sé che il Conte di Salisbury, titolo detenuto dai Neville, usasse la propria posizione quale signore di Penrith per mettere il bastone fra le ruote dei Clifford ed era per questo, probabilmente, che il castello rimase provvisto di guarnigione. Quando poi scoppiò la Guerra delle due rose le due famiglie si trovarono di nuovo rivali, con i Neville dalla parte della Casa di York e i Clifford con la Casa di Lancaster. Nel 1461 Edoardo IV d'Inghilterra prese il trono per gli York e John Clifford, IX barone de Clifford venne privato di tutte le proprie terre, l'anno dopo suo figlio Henry Clifford, X barone de Clifford (1454circa-23 aprile 1523) fu perdonato, ma solo la salita al trono del lancastriano, e Tudor, Enrico VII d'Inghilterra rese possibile il reintegro delle terre che avvenne nel novembre 1485. Suo figlio Henry Clifford, I conte di Cumberland (1493-22 aprile 1542) uso a intermittenza Brougham come residenza, nel 1521 il castello di Brough era stato distrutto da un incendio e questi divenne quindi il nuovo centro amministrativo della signoria a livello locale. Nel 1536 sorse il Pellegrinaggio di Grazia e Henry fu uno degli obiettivi dei rivoltosi e i due schieramenti si scontrarono a Kirkby Stephen nel febbraio seguente e dopo la sconfitta si ritirò a Brougham. Il Pellegrinaggio di grazia venne soffocato, ma portò con sé delle riforme a livello locale, risultato fu che il conte di Cumberland non era più custode anche dei castelli di Penrith e Carlisle e Brougham tornò ad essere il castello più a nord della famiglia.
Suo figlio ed erede fu Henry Clifford, II conte di Cumberland che durante la Rivolta dei papisti rimase fedele ad Elisabetta I d'Inghilterra nonostante i Clifford fossero una famiglia cattolica. Smantellò il castello di Appleby perché non fosse usato contro i realisti e mise Brougham a disposizione della regina anche se, in effetti, non dovette affrontare nessuna battaglia. Ancora usato come residenza dal 1592 quando il capo della famiglia era George Clifford, III conte di Cumberland iniziò a decadere poiché egli preferì vivere a Skipton o a sud presso la corte.

## Verso la fine
George morì nel 1605 e la sua vedova Margaret Clifford, contessa di Cumberland (7 luglio 1560-24 maggio 1616) iniziò i lavori di restauro facendone la propria dimora favorit. Ella condette il diritto alle proprietà di famiglia col cognato Francis Clifford, IV conte di Cumberland (1559-4 gennaio 1641), ma mantenne la presa su Brougham. Questi finì nelle mani di sua figlia Lady Anne Clifford insieme ad altre proprietà, il passaggio da madre a figlia non fu scontato poiché suo zio tentò di nuovo di rivalersi, ma il Consiglio privato le diede ragione ponendo fine alla disputa. Una soluzione che si rivelò temporanea giacché nel 1617 Giacomo I d'Inghilterra decise che dopotutto il vero erede dovesse essere Francis Clifford che ereditò tutte le proprietà. Quando Giacomo I tornò da un viaggio in Scozia soggiornò presso vari castelli dei Clifford dove furono dati molti banchetti in suo onore, ma dopo questa rinnovata gloria Brougham tornò nell'oscurità.
Nel 1641 Francis morì e due anni dopo morì anche il suo erede Henry Clifford, V conte di Cumberland (28 febbraio 1591-11 dicembre 1643) lasciando la famiglia senza un erede maschio e fu allora che Anne Clifford tornò inaspettatamente ad esserne proprietaria.
Durante la Guerra civile inglese Brougham fu uno dei tanti castelli del Westmorland, regione a maggioranza realista, che venne messo in armi dai cavalier, il comandante di guarnigione John Lowther, I baronetto Lowther (20 febbraio 1605-30 novembre 1675) affermò di averlo voluto prendere non per la sua importanza strategica, ma per negarne l'uso ai parlamentaristi. In quel periodo Anne Clifford donò le entrate delle proprietà per mantenere Brougham, nel giugno 1648 Appleby cedette dopo un breve assedio e Brougham, difeso da pochi uomini, fu facile preda di John Lambert. Nel Westmorland molti castelli furono demoliti perché non fossero usati ancora, Brougham scampò a questa sorte probabilmente perché strategicamente poco importante. Dal 1650 Anne continuò i lavori di riparazione, un'impresa che durò anni e il cui costo è stimato sui 40.000£, ormai Brougham non era più un castello fortificato, ma una casa di campagna, i giardini vennero posti dove sorgeva il forte, lavori che portarono alla luce monete e altari di epoca romana, il tutto venne racchiuso da delle mura di pietra.
Anne morì a Brougham nel 1676 e il castello andò a uno dei suoi nipoti Nicholas Tufton, III conte di Thanet (7 agosto 1631-24 novembre 1679), egli morì tre anni dopo la nonna e per i cinque anni seguenti passò di mano ai nipoti più giovani, ma fu solo sotto l'ultimo, Thomas Tufton, VI conte di Thanet (30 agosto 1644-30 luglio 1679) che Brougham cadde in disgrazia.
Egli decise che Appleby era bastante come residenza e ne vendette gli arredi per 570£, solo la Tower of League rimase intatta, ma nel 1723 anche quello che vi era al suo interno venne venduto per 40£. Dalla metà del 1700 l'unico reale uso di Brougham era l'essere fonte di materiale da costruzione per il vicino villaggio che stava prosperando per via degli investimenti del conte.

## La fine e la rinascita
Nel tardo XVIII secolo il Lake District divenne meta popolare e l'avvento del Romanticismo donò nuovo fascino alle vecchie rovine, nel poema The Prelude di Williamd Wordsworth l'autore racconta il suo viaggio a Brougham con la sorella quando era adolescente oltre che essere fonte di ispirazione per molte altre sue opere. Brougham fu motivo di richiamo anche per diversi antiquari come William Gilpin e Richard Warner (1763-1857), nel suo diario Journey to the Lake District from Cambridge 1779 William Wilberforce lo descrisse come una rovina davvero graziosa e anche la pittura reclamò la sua parte. William Turner lo visitò in due diverse occasioni facendo schizzi che sarebbero stati la base per dipinti veri e propri. Per evitare che il castello continuasse a decadere Charles Tufton, X conte di Thanet (10 settembre 1770-20 aprile 1832) fece dei lavori di restauro, un esempio seguito anche da suo fratello e successore Henry Tufton, XI conte di Thanet.
Alla morte del conte, senza eredi maschi, il castello andò ai baroni di Hothfield che, reputando troppo alte le spese di mantenimento dal 1859 fecero portare il bestiame entro il corpo di guardia chiudendo, di fatto, l'accesso al pubblico. Senza lavori di ristrutturazione e del tutto lasciato a sé stesso il castello cadde rapidamente in una rovina ancora più marcata.
Nel 1915 l'Ancient Monuments Board dichiarò che Brougham era un monumento degno di preservazione e con l'avvento degli autobus che servivano anche quell'area il castello tornò alla ribalta arrivando ad avere, negli anni '20 un buon numero di visitatori annuali. Nel 1927 l'allora barone di Hothfield garantì la custodia del castello all'Office of Works pur mantenendone la proprietà, i lavori di restauro a carico dell'organizzazione costarono 5.925£.
Il castello, aperto al pubblico, è ora sotto la tutela dell'English Heritage.